# Merouane Dahar
Merouane Dahar (sinh ngày 25 tháng 12 năm 1992 ở Sousse, Tunisia) là một cầu thủ bóng đá người Algérie. Anh hiện tại thi đấu ở vị trí Tiền đạo cho MC Oran ở Giải bóng đá hạng nhất quốc gia Algérie. Anh là em trai của Amine Dahar.

## Sự nghiệp câu lạc bộ
Merouane Dahar bắt đầu thi đấu cùng với ES Sahel.On 13 tháng 1 năm 2016, anh ký hợp đồng với MC Oran, gia nhập từ ES Sétif.

## Danh hiệu

### Danh hiệu quốc gia
- Vô địch Tunisian Cup 1 lần cùng với ES Sahel năm 2012
- Vô địch Algerian Ligue 1 1 lần cùng với ES Sétif năm 2015
- Vô địch Siêu cúp bóng đá Algérie 1 lần cùng với ES Sétif năm 2015

### Danh hiệu quốc tế
- Vô địch CAF Super Cup 1 lần cùng với ES Sétif năm 2015